# Pfarrkirche St. Peter in der Au

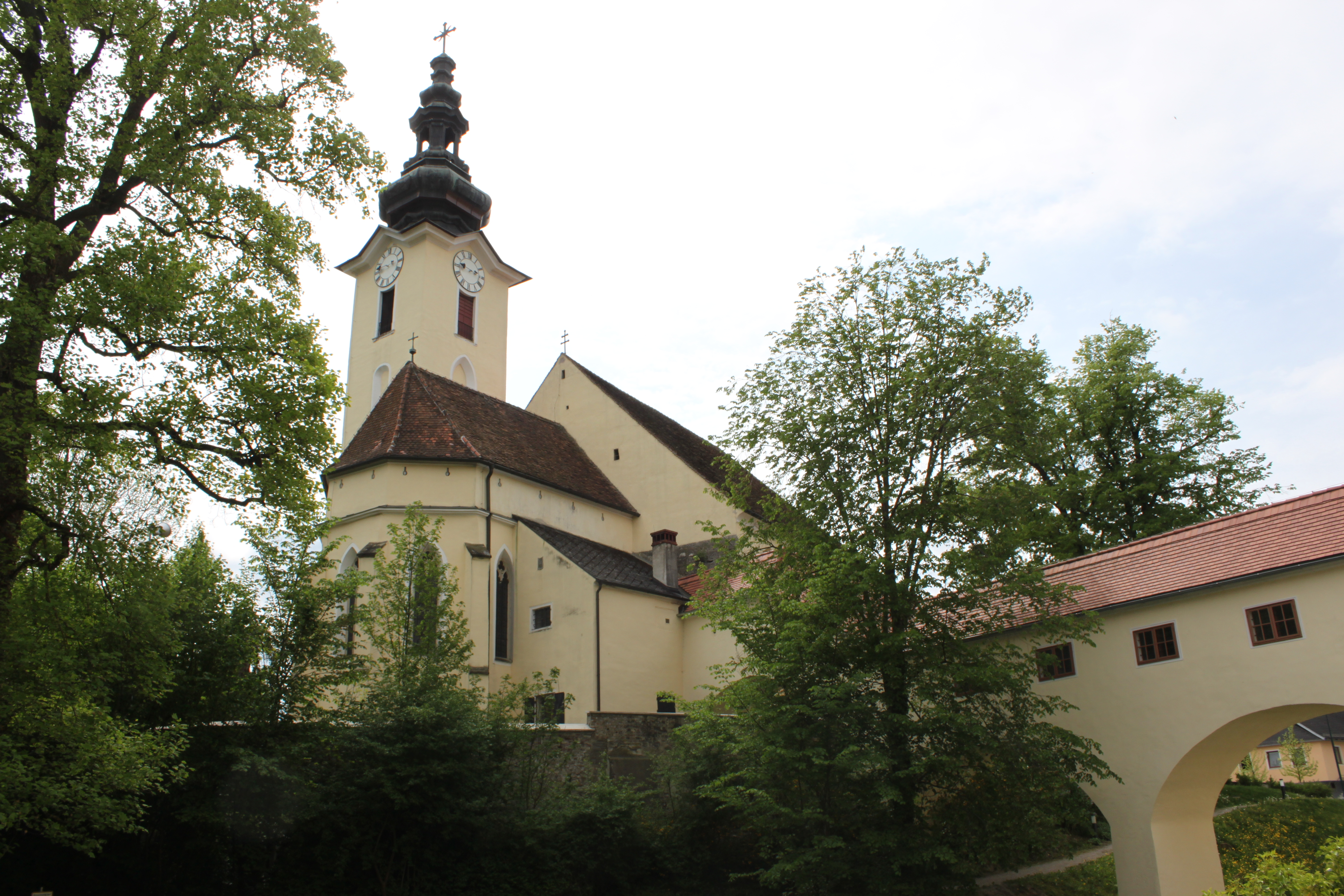
Kath. Pfarrkirche Hll. Petrus und Paulus mit Wehrgangbrücke zum Schloss

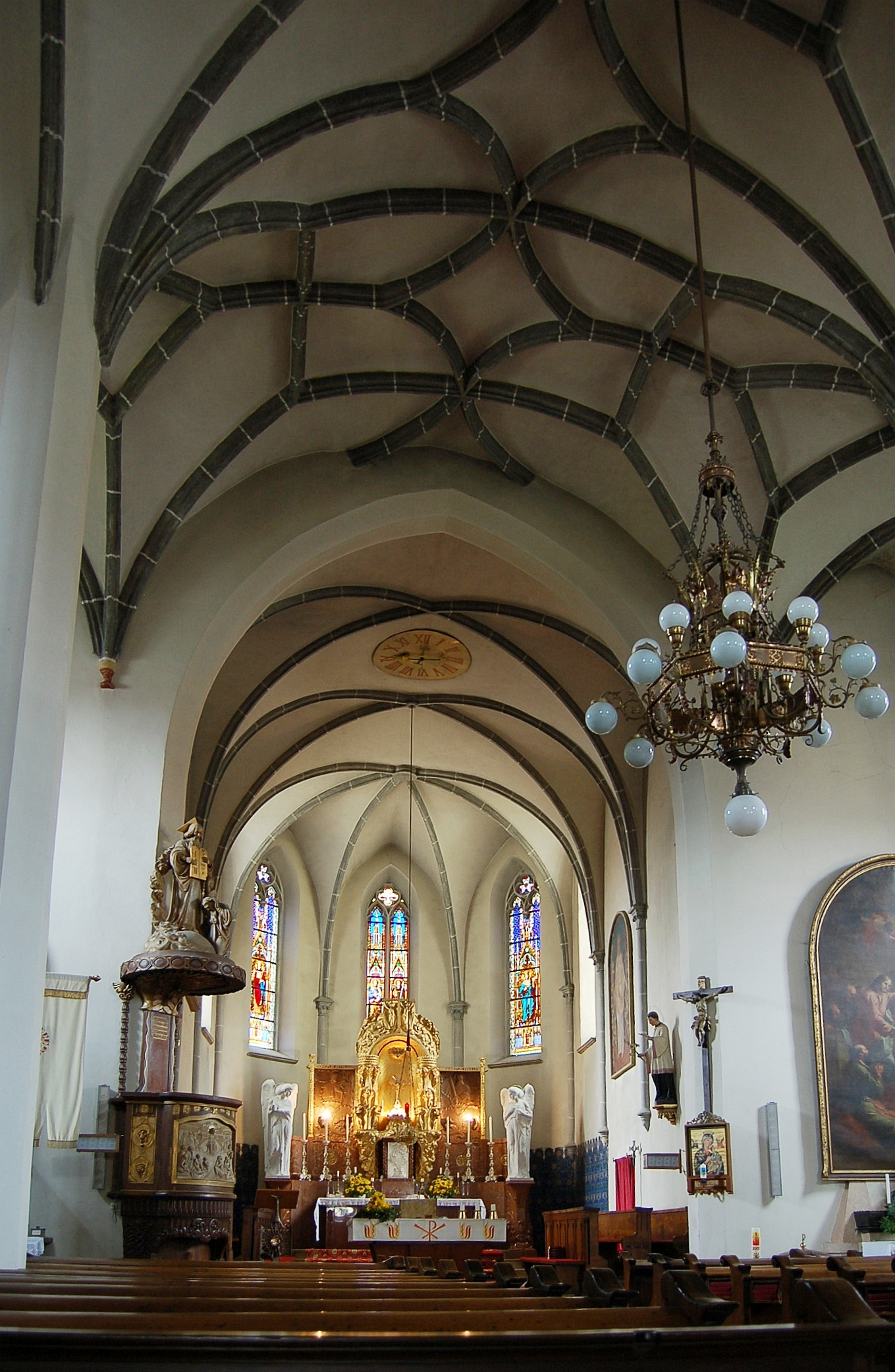
Inneres

Die römisch-katholische Pfarrkirche St. Peter in der Au steht in der Marktgemeinde St. Peter in der Au im Bezirk Amstetten in Niederösterreich. Die Pfarrkirche Peter und Paul gehört zum Dekanat Haag in der Diözese St. Pölten. Die Kirche steht unter Denkmalschutz. Die spätgotische Wehrkirche ist baulich mit einer Wehrgangbrücke mit dem Schloss St. Peter in der Au verbunden.

## Geschichte
An das annähernd quadratische Langhaus, eine dreischiffige Halle, schließt nach Osten, in nach Süden geknickter Achse, der eingezogene, polygonale Chor aus dem 14. Jahrhundert. Im südlichen Eck zwischen Langhaus und Chor steht der Turm, im nördlich Eck ist ein barocker Anbau. Die Kirche bildete im Mittelalter mit der Burg eine bauliche Einheit und wurde um 1200 als Eigenpfarre von Domvogt von Regensburg Otto V. von Lengenbach errichtet. Die Kirche wird 1210 urkundlich genannt, stand bis 1586 unter landesfürstlichem Patronat, ging dann an das Bistum Passau und wurde 1785 Pfarrkirche der Diözese St. Pölten. Um 1770 wurde die Kirche teilweise barockisiert und 1979 restauriert.

## Architektur
Kirchenäußeres
Die Kirche ist glatt verputzt. Das spätgotische Langhaus unter einem Halbwalmdach, 1452 laut Urkunde baulich in schlechtem Zustand, hat ein zweischaliges Mauerwerk außen mit Strebepfeilerarkaden mit westlich zwei rundbogigen und seitlich je vier spitzbogigen Öffnungen und innen eine Vollwand mit erst um 1770 eingebauten einfachen rechteckige Steckgitterfenstern. Die Doppelwände tragen einen geschlossenen und nur mit Schlüsselscharten offenen Wehrgang unter der Traufe. Westlich im Erdgeschoß sind zwei spätgotische Vierpassfenster erhalten. Nordseitig im Westen ist zwischen zwei Strebepfeilern unter einem Pultdach eine barocke Seccomalerei Christus am Ölberg aus 1711, daneben östlich wieder zwischen zwei Strebepfeilern ist ein spätgotisches zweifach gestäbtes Schulterportal mit einer Eisenplattentüre. Der Portalvorbau im Süden wurde erst 1769 angebaut.
Der gotische Chor hat am Polygon abgetreppte Strebepfeiler. Die neugotischen Maßwerkfenster wurden im 3. Viertel des 19. Jahrhunderts eingebaut. Oberhalb der Strebepfeiler und über einem Gesims und unter einem steilen Walmdach ist ein Wehrgeschoß mit Schlüsselscharten eingebaut. Südlich im Chorwinkel steht ein mächtiger fünfgeschoßiger Turm mit Rechteckfenstern, Schlitzlucken und vermauerten Spitzbogenschallfenstern aus der 2. Hälfte des 14. Jahrhunderts. Das barocke Glockengeschoß wurde 1770 mit von Turmuhren überschnittenen Schallfenstern mit einer bemerkenswert zierlichen Laternenzwiebelhaube aufgesetzt. Im Osten des Turmes wurde in der 1. Hälfte des 19. Jahrhunderts ein Oberlichtportal eingebaut. Im Süden der Turmfassade ist in der Höhe von zwei Geschoßen die Wandmalerei Christophorus um 1490, restauriert 1993.
Kircheninneres
Das dreischiffige vierjochige Langhaus um 1490 bis 1500 errichtet ist überwölbt und hat mittig sechs Oktogonalpfeiler, ist also ein Hallenschiff. Das Gewölbe mit hervortretenden Rippenabläufen hat im Mittelschiff Rippensterne mit Rautenschleifen-Quadraten, in den Seitenschiffen Scheitelkreuze mit Protorenaissance-Motiven. Die spätgotische Westempore ist kreuzrippenunterwölbt und ruht auf drei Oktogonalpfeilern, zwei davon an die Hallenpfeiler angestellt, und schließt zum Langhaus mit vier abgefasten Spitzbogenarkaden ab. Die spätbarocke Brüstung der Empore mit Bandlwerk und hochovalen Durchbrechungen wurde um 1770 geschaffen. An der Stelle eines ehemaligen Brüstungspositiv befindet sich eine neugotische Ergänzung. Unter der Empore befindet sich von Bänken verdeckt ein Brunnenschacht. Hinter dem spätgotischen eingezogenen abgefasten Triumphbogen befindet sich mit einem Achsenknick nach Süden der gotische zweijochige Chor mit Fünfachtelschluss aus dem 14. Jahrhundert. Der Chor habe ein Kreuzrippengewölbe ohne Jochteilung auf neugotischen Konsoldiensten mit Knospenkapitellen aus dem 3. Viertel des 19. Jahrhunderts. Im Norden des Chores ist die Zugangstüre zur parallelrippengewölbten Sakristei aus der 2. Hälfte des 15. Jahrhunderts, darüber sind zwei gerahmte Oratoriumsfenster aus dem Anfang des 20. Jahrhunderts.
Im Chor schuf 1874 die Tiroler Glasmalereianstalt die Glasmalerei der neugotischen Fenster mit den Hll. Petrus und Paulus, Herz Jesu und Herz Mariae mit Baldachinen. Im Polygon um den Hochaltar wurde 1914 ein Mosaikteppich mit secessionistischen Floralmotiven verlegt.

## Ausstattung
Der bemerkenswerte secessionistische Hochaltar aus 1912 entstand nach den Plänen des Architekten Karl Holey und des Bildhauers Heinrich Zita, der auch die Bildhauerarbeiten ausführte. Die Seitenaltäre entstanden 1928 nach den Plänen des Architekten Hans Petermair und zeigen Altarblätter von Martin Johann Schmidt um 1787, links Maria Immaculata, rechts Schlüsselübergabe an Petrus. Der Volksaltar nach einem Entwurf von Johann Kräftner senior entstand 1968. Die secessionistische Kanzel schuf 1914 der Bildhauer Ludwig Linzinger. Die Orgel bauten 1927 die Gebrüder Mauracher. Die Konsolstatuen schuf von 1877 bis 1878 der Bildhauer Thomas Demetz. Die Leinwandbilder des Kreuzweges malte 1868 Friedrich Staudinger. Der Opferstock aus einem spätgotischen Säulenfragment ist aus dem 15. Jahrhundert. In der Sakristei ist ein Lavabo aus der Bauzeit erhalten.

## Kirchhof
Der Kirchhof ist weitgehend mit ursprünglich höheren Wehrmauern und Futtermauern teils aus der 2. Hälfte des 15. Jahrhunderts umschlossen. Zwei Schlüsselscharten und eine Schlitzscharte sind erhalten. Das zweigeschoßige Mesnerhaus mit Satteldach im Süden, im Kern aus dem 15. Jahrhundert, ist Teil der Umfassung des Hofes. Es gibt eine Grabtafel zu Maria Clara Staudin aus dem 18. Jahrhundert. An der erhöhten Ummauerung im Westen mit einem barocken Rundbogenportal und einem Schmiedeeisengitter aus 1954 wurde 1958 außen zum Vorplatz ein Kriegerdenkmal mit einem Steinrelief Hl. Georg vom Bildhauer Kunibert Zinner situiert.